# Hessel de Vries
Hessel L. de Vries (* 15. November 1916 in Annen; † 23. Dezember 1959 in Groningen) war ein niederländischer Biophysiker, der durch die Weiterentwicklung der C14-Methode zur Altersbestimmung organischer Substanzen bekannt wurde.

## Leben
Hessel de Vries studierte ab 1934 Mathematik und Physik an der Reichsuniversität Groningen. 1942 promovierte er mit Auszeichnung und arbeitete dann an der Reichsuniversität Groningen in der Propädeutischen Physik für Medizinstudenten. In dieser Zeit begann er, sich verstärkt mit Biophysik auseinanderzusetzen. Über den in Groningen lehrenden Archäologen Albert van Giffen erkannte de Vries die Möglichkeiten der von Willard Libby eine Dekade zuvor entdeckten C14-Methode und entwickelte diese weiter. De Vries stellte fest, dass die 14C-Konzentrationen sich nicht im Zeitverlauf linear änderten, wie bis dahin angenommen, sondern Schwankungen unterliegen. Mithin ist für Bestimmung des Kalenderalters anhand des Radiokarbon-Alters eine Kalibrierung erforderlich. Diese Nicht-Übereinstimmung wird auch als DeVries-Effekt bezeichnet. Mit diesem Wissen gelang es, die Radiokarbondatierung wesentlich zu verbessern. 1954 wurde er ordentlicher Professor an seiner Universität.
Im Jahr 1956 wurde De Vries Mitglied der Königlich Niederländischen Akademie der Wissenschaften. Zwei Jahre später wurde er wissenschaftlicher Mitarbeiter an der Carnegie Institution for Science in Washington, D.C.
Im Juli 1959 publizierte er gemeinsam mit dem britischen Geologen Kenneth Page Oakley eine Radiokarbondatierung der beiden angeblichen Fossilien des Piltdown-Menschen.
Am 23. Dezember 1959 tötete er zuerst seine Assistentin Anneke Hogeveen, weil diese eine Beziehung mit de Vries abgelehnt hatte, und dann sich selbst.

## Schriften (Auswahl)
- mit G. W. Barendsen: Radio-carbon dating by a proportional counter filled with carbondioxide. In: Physica. Band 1, Nr. 1–12, 1953, S. 987–1003, doi:10.1016/S0031-8914(53)80110-2.
- Atomic Bomb Effect: Variation of Radio-Carbon in Plants, Shells, and Snails in the past four years. In: Science See Saiensu. Band 128, August 1958 (siehe auch Kernwaffen-Effekt).
- Variation in Concentration of Radiocarbon with Time and Location on Earth. In: Proc. Koninkl. Nederl. Akad. Wetenschappen. Band 61, 1958, S. 1–9 (zum später nach ihm benannten De Vries-Effekt).
- mit Kenneth Page Oakley: Radiocarbon Dating of the Piltdown Skull and Jaw. In: Nature. Band 184, 1959, S. 224–226, doi:10.1038/184224a0.